# 초염기
초염기(超鹽基, 영어: superbase) 또는 초강염기(超强鹽基)란 양성자에 대한 친화성이 강한 염기다.
특히 양성자 친화력이 높은 화합물이다. 초염기는 이론적으로 흥미롭고 유기 합성에서 잠재적으로 가치가 있다. 초염기는 1850년대부터 기술되고 사용되었다.

## 예시
- 양성자 스펀지

## 같이 보기
- 초강산